# آنا إيفانوفيتش
آنا ايفانوفيتش ولدت في 6 نوفمبر 1987 في بلغراد، صربيا وهي المصنفة الأولى على العالم سابقا. وهي الآن في المرتبة الثالثة في تصنيف رابطة محترفات التنس. وكانت هي بطلة بطولة فرنسا المفتوحة لعام 2007 ووصيفة بطولة أستراليا المفتوحة لعام 2008. في 8 أكتوبر 2007، أصبحت إيفانوفيتش سفيرة اليونسيف الدولية لصربيا، إلى جانب اأكساندر دورديفش وإمير كوستوريكا. لها اهتمام خاص في حقول التعليم وحماية الطفل. زارت ايفانوفيتش مدرسة ابتدائية في صربيا خلال تنصيبها وقالت: «انا أيضا اتطلع إلى الدخول إلى الفصول ومقابلة الأطفال.»

## نشأتها
والدة ايفانوفيتش، دراجانا، محامية، تحضر كل مبارايات ابنتها. والدها، ميروسلاف، يشتغل كرجل أعمال حر، ويحضر أحداث لها قدر ما يستطيع. أخو آنا الأصغر، ميلوس، تحب أن تلعب معه كرة السلة. الهوايات الأخرى تتضمن التسوق، مشاهدة الافلام ولعب السودوكو. وقد اختارت عدم وجود مدرب دائم. على الجانب المعاكس لحياتها مع كرة المضرب، تدرس ايفانوفيتش المالية في جامعة بلغراد، والأسبانية في وقت فراغها. الذي شجعها على بداية اللعب كانت مونيكا سيليس، كما أنها تقدو روجر فيدرير.
ايفانوفيتش هي صديقة لزميلتها في الفرق المزدوجة ماريا كيرلينكو، وأيضا مع باقي اللاعبات المحترفات دانيلا هانتشوفا، سفتلانا كوزنيتسوفا، سانجا انكيك، رافئيل نادال، تاتيانا جولوفين ومع مواطنتها إيلينا يانكوفيتش، نوفاك دوكوفيتش (التي تعرفها منذ كانت في الخامسة من عمرها) ويانكو تيبساريفك.

## المعدات
تدعم ايفانوفيتش مظهر نايك وذلك في بداياتها كمحترفة، ولكن في بداية عام 2006, غيرت إلى شركة اديداس وبدأت في استخدام مضرب ويلسون، وبعدها لجأت إلى انكود ومنذ بداية عام 2008 وايفانوفيتش تستخدم مضرب يونيكس.

## حياتها كلاعبة
بدأت ايفانوفيتش في استخدام المضرب منذ ان كانت في الخامسة بعد مشاهدة مونيكا سيلس، وهي رفيقة يوغسلافية، في الرونلاد جاروس على التلفاز. بعدها بدأت أولى خطوات حياتها في التنس في سن الخامسة. وخلال تدريبها صادف هذا قذف الناتو في عام 1999, وكانت تضطر إلى التدرب في الصباح لكى تتجنبهم. لاحقا قالت انها سوف تتدرب في حوض سباحة مهجور في الشتاء، حيث لم تكن هناك منشآت أخرى. عندما بلغت الخامسة عشر، قضت ايفانوفيتش اربع ساعات في غرفة الحجز تبكي بعد الهزيمة - الأولى التي شاهدها مدربها الجديد - لانها لم تكن جيدة بالقدر الكافي لكى تصبح لاعبة تنس محترفة. واستمر كمدربها حتى يومنا هذا.

### 2004

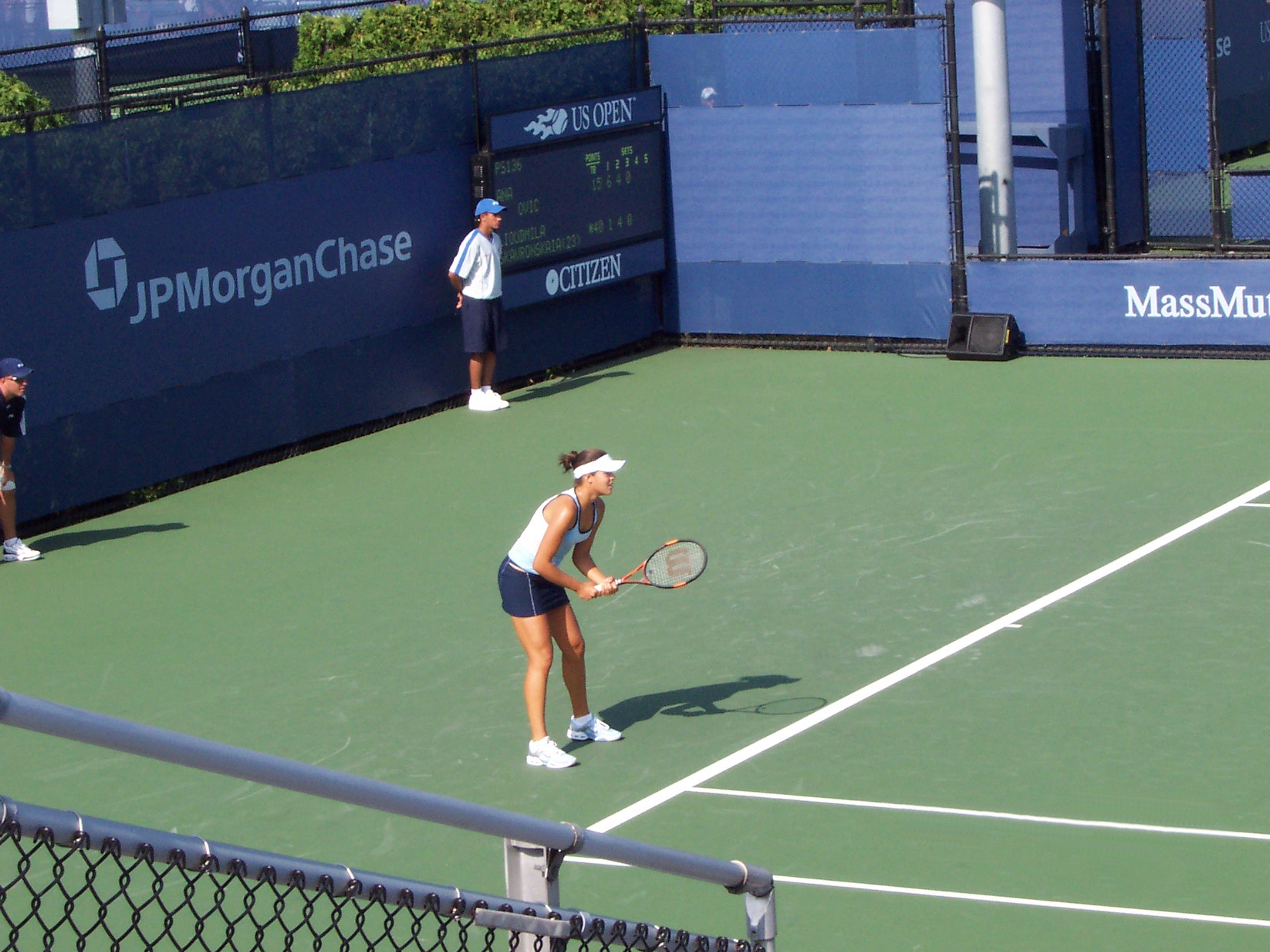
آنا ايفانوفيتش الصغيرة تلعب من اجل التأهل لبطولة أمريكا المفتوحة 2004

بدأ ظهور ايفانوفيتش في عالم التنس عندما وصلت إلى نهائي دورة الويمبلدون للشباب في عام 2004, وخسرت امام كاترينا بوندارينكو. في عام 2004, ذهبت إلى اتحاد التنس وكسبت في الخمس أحداث التي دخلتها، اثنان منهما كمؤهلة لذلك. ويعتبر انجازها كلاعبة محترفة قد حدث في أكتوبر 2004 عندما اشواط اضافية مع فينوش ويليامز قبل أن تخسر 7-6, 7-6 في الجولة الثانية لبطولة زيورخ المفتوحة في زيورخ، سويسرا، جيث كان امامها نقاط المجموعة في كلا المجموعتين ولكنها اهدرت هذه النقاط، وكان هذا بعد المعركة الكبيرة لها في المباراة السابقة امام المصنفة رقم 27 تاتيانا جولوفين التي استمرت المباراة للمجموعة الثالثة وكسبتها ايفانوفيتش. وبعدها تابعت تألقها في لوكسمبورغ في الاسبوع اللاحق لهذا.

### 2005
فازت ايفانوفيتش بأول لقب فردي لها كمؤهلة، في كانبيرا، أستراليا. واستمر تصنيفها في الارتفاع بعد أن كسبت سفيتلانا كوزنيتسوفا، ناديا بيتروف، وفيرا زفوناريفا، وكلهم كانوا ضمن تنصيف أول عشرة لاعبات. خسرت ايفانوفيتش امام اميلي ماوريسمو في بطولة أستراليا المفتوحة، الدوحة، كي بيسكاين، فلوريدا. على الرغم من أن ايفانوفيتش هزمت ماورسيمو في الجولة الثالثة من بطولة فرنسا المفتوحة. وصلت ايفانوفيتش في النهاية إلى مباريات ربع النهائي لهذه الدورة، عندما خسرت امام بيتروفا. لاحقا هذا العام، وصلت ايفانوفيتش إلى الدور قبل النهائي في بطولة زيوريخ المفتوحة وخسرت امام باتي شنايدر.

### 2006
بدأت ايفانوفيتش عام 2006 باللعب في كأس هوبمان مع مواطنتها الصربية نوفاك دوكوفيتش ولكن لم يستطيعا الاثنان الوصول إلى النهائي. وبعدها بدأت بطولة رابطة محترفات التنس ولعبت في ميدبانك الدولية في سيدني حيث هزمت اميلي ماورسيمو، هذه المرة في مجموعات متتالية، قبل أن تخسر امام سفيتلانا كوسنيتسوفا في الدور ربع النهائي. في بطولة الباسفيك المفتوحة، هزمت ايفانوفيتش آنا شاكفيتادز 6-3 6-3 قبل أن تخسر امام إلينا ديمينتيفا في ثلاث مجموعات. وفي موسم الأراضي الطينية، هزمت باتى شنايدر في مجموعات متتالية في كأس جى وإس في وارسو قبل أن تخسر امام آنا شاكفيتادز بعد ثلاث مجموعات. وانسحبت امام نا لي في بطولة قطر المفتوحة في برلين حيث كانت متقدمة بمجموعة ولكنها كانت غير قادرة على إعادة سجل السنة السابقة، وخسرت امام اناستاسيا ميسكينا في مجموعات متتالية في الجولة الثالثة من بطولة رونالد جاروس. هي تقدمت إلى دور الستة عشر في ويمبلدون ولكنها خسرت امام البطلة اميلي ماوريسمو، 6-3 6-4.

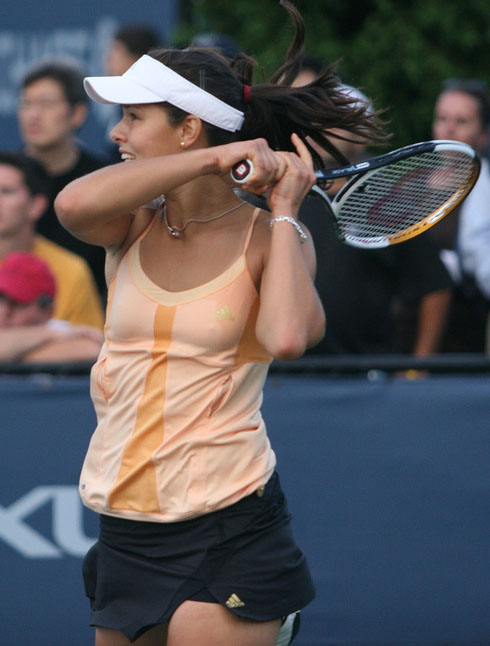
ايفانوفيتش في بطولة أمريكا المفتوحة لعام 2006

ثم فعلت ايفانوفيتش انجازها في أغسطس عندما هذزمت المصنفة الأولى السابقة والملكة العائدة مارتينا هينجز في نهائي بطولة كندا للاساتذة في مونتريال، حيث فازت 6-2, 6-3. واعقبت هذا بفوزها ببطولة أمريكا المفتوحة للتنس متخطية كيم كليجسترس وماريا شارابوفا. وبعدها حدثت الجولة الخاسرة المبكرة امام أولغا بوتشكوفا في ويسملياك الدولية في بالي وامام فينوس ويليامز في بطولة فورتيس في لوكسمبورغ، اخذت ايفانوفيتش بعض الاسابيع راحة من اجل الشفاء من اصابة لجقت بها في الكتف الأيمن. وبعدها رجعت في لينز عندما وصلت للدور ربع النهائي لجرال ليدز، قبل أن تخسر امام ماريا شارابوفا في مجموعتين سريعتين. وفي نهاية العام كان لها موقف محبط في بطولة فرنسا في هاستليف حيث خسرت امام اللاعبة الهولندية ميشالا كراجيك.
لعبت ايفانوفيتش أيضا تسع دورات للفرق في هذا العام، متحدة مع ماريا كيرلنكو وسانيا ميرزا. ايفانوفيتش وكيرلنكو وصلا إلى اثنان قبل نهائي ونهائي واحد وانهو العام في المركز السابع عشر في السباق السنوى للبطولات.
انهت ايفانوفيتش عام 2006 كمصنفة رقم 14 على مستوى العالم. وفي الفرق، انهت كمصنفة رقم51 على العالم، وهذا يعد انجاز بعد أن كانت ضمن أول مئتا في نهاية 2005.

### 2007
اور دورة لايفانوفيتش كانت هي مونديال الأراضي الصلبة في ساحل جولد، أستراليا، وخسرت امام شاهار بيئير في الدور ربع النهائي 5-7, 6-4, 6-4. دورتها اللاحقة كانت في سيندي ميدبانك الدولية، حيث خسرت مرة ثانية في الدور قبل النهائي، وهذه المرة امام نيكول فايدسوفا 6-4, 6-2.
ايفانوفيتش كانت المصنفة رقم 13 في بطولة أستراليا المفتوحة. حيث هزمت اللاعبة البولندية اجنيسكا رادوانسكا في الجولة الثانية ولكنها خسرت امام المصنفة 22 على العالم فيرا زفوناريفا في الجولة الثالثة 6-1, 6-2. وبعدها مباشرة اعلنت ايفانوفيتش خلال موقعها الرسمي انها استغنت عن خدمات المدرب ديفيد تيلور.
خلال دورة تير الأولى في الباسفيك المفتوحة في طوكيو، وصلت ايفانوفيتش إلى النهائي الثالث لها بعد هزمية إيلينا يانكوفيتش في الدور ربع النهائي وانسحاب ماريا شارابوفا من المباراة في الدور قبل النهائي بعد التأخر 6-1, 0-1 بعدها خسرت ايفانوفيتش امام مارتينا هيجنس في النهائي 6-4, 6-2.
غادرت بعدها ايفانوفيتش إلى أوروبا ولعبت دورة في انتويرب حيث خسرت في الدور ربع النهائي امام كيم كليجستر.
كانت دورتا ايفانوفيتش اللاحقتين تير الأولى في الولايات المتحدة. في بطولة الباسفيك المفتوحة في كاليفورنيا، وتم اقصائها في الجولة الرابعة عن طريق سيبيل بامر. وفي دورة سوني اريكسون المفتوحة في كي بيكاين، فلوريدا، تم اقصاؤها عن طريق ياروسلفا في الجولة الثانية.
الاسبوع اللاحق، بدأت يانكوفيتش موسم الأراضي الطينية في فلوريدا في بطولة باسش ولومب. حيث هزمت يانكوفيتش في الدور ربع النهائي قبل أن تخسر امام تاتيانا جولوفين 6-4, 3-6, 6-4. في أول ظهور لها في كأس سيركل العائلي في شارلستون، كارولينا الجنوبية في الاسبوع اللاحق، خسرت ايفانوفيتش امام فيرا زفوناريفا في الجولة الثالثة.

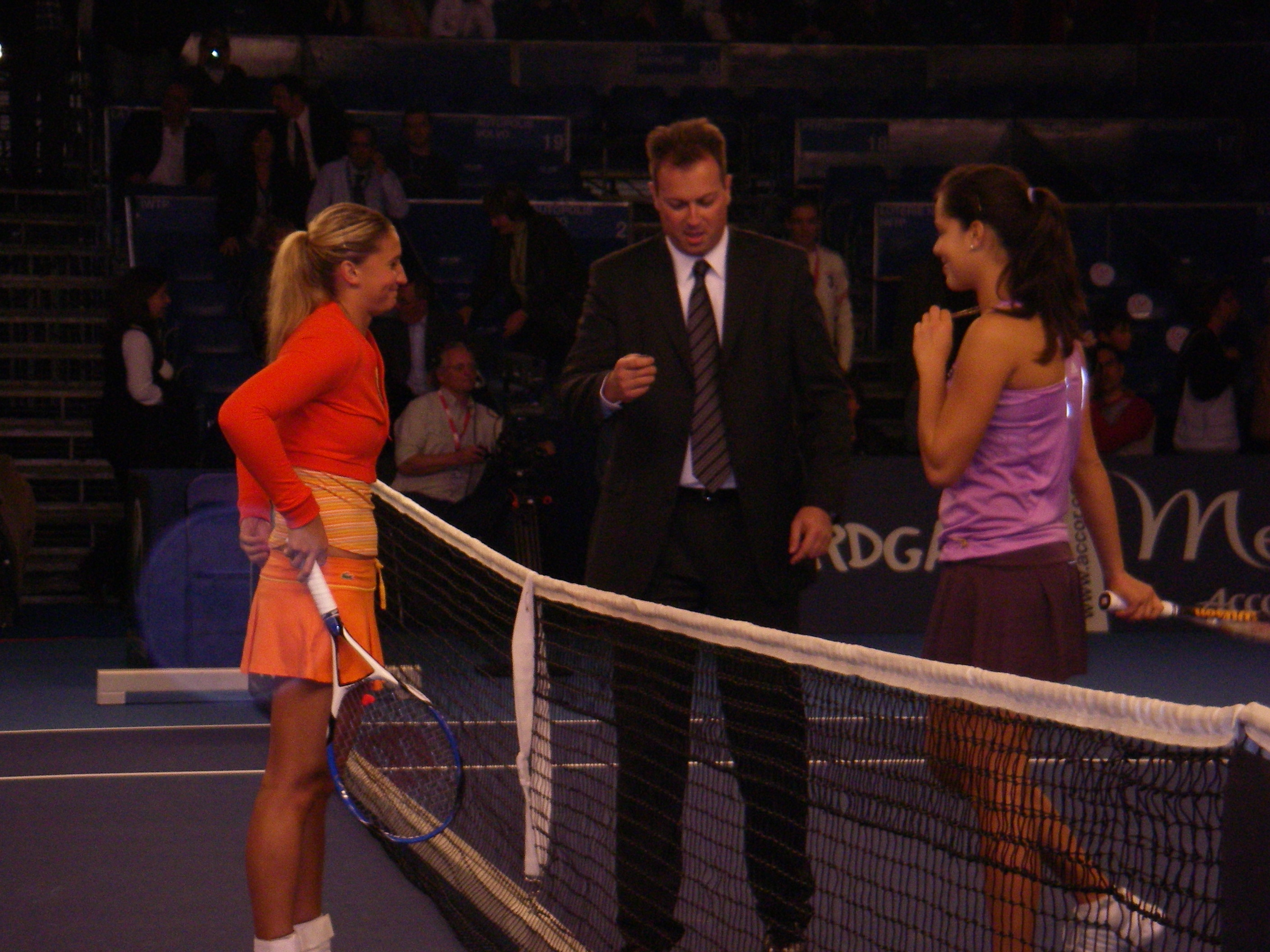
تاتيانا جولوفين وآنا ايفانوفيتش في لوكسمبورغ سبتمبر 2007

بعدها رجعت ايفانوفيتش إلى أوروبا لكى تلعب دورتين على الأراضي الحمراء. في برلين بطولة قطر المفتوحة، كسبت أول لقب لها في بطوللات تير الأولى. هزمت باتي شنايدر في الدور ربع النهائي والمصنفة الرابعة على العالم سفيتلانا كوزنيتسوفا في النهائي. مع ذلك، اصيبت ايفانوفيتش في كاحلها خلال النهائي مما اجبرها على الانسجاب من بطولة بى ان ال إيطاليا في روما. فوزها بدورة برلين جعلها تدخل في تصنيفات أول عشرة ضمن الاتحاد الدولي للتنس لأول مرة حيث أصبحت المصنفة رقم 8 على العالم.
بعدها اتجهت ايفانوفيتش إلى بطولة فرنسا المفتوحة في فوز بستة مباريات متتالية. وضاعفت هذا الإنجاز إلى 12 لتصل إلى النهائي. كسبت أول ثلاث مباريات مع خسارة تسع اشواط فقط. في ربعها النهائي الثاني لها في بطولات رونلاد جاروس، هزمت ايفانوفيتش المصنفة الثالثة كوسنيتسوفا 6-0, 3-6, 6-1. وبعدها هزمت المصنفة الثانية على العالم شارابوفا في الدور قبل النهائي 6-2, 6-1. في النهائي، حاولت ايفانوفيتش ان تكسب أول لقب جراند سلام لها وتكمل لتدخل في تصنيف أول ثلاثة لاعبات على العالم. ولكن الفائزة ثلاثة مرات جستن هينن كسبت المباراة 6-1, 6-2. بعد ذلك، اعترفت ايفانوفيتش بأن فكرة وجودها في نهائي الجراند سلام اغرقها تماما.
و مع نهاية موسم الأراضي الطينية، لعبت ايفانوفيتش في بطولة اوردينا المفتوحة على العشب في هولندا، وخسرت في الدور ربع النهائي امام دانيلا هانتشوفا. في ويمبلدون، هزمت ايفانوفيتش المصنفة التاسعة على العالم ناديا بيتروفا في الجولة الرابعة 6-1, 2-6, 6-4. في الدور ربع النهائي، حافظت ايفانوفيتش على نقط المباراة الثلاث وتغلبت على فايديسوفا 4-6, 6-2, 7-5. في الدور قبل النهائي، هزمت الفائزة بلقب ويمبلدون ثلاث مرات فينوس ويليامز ايفانوفيتش 6-2, 6-4.
اصابة ركبة خطيرة المت بها في ويمبلدون، جعلتها تنسحب من كأس الاتحاد الصربي وبطولة مع سلوفاكيا مع حدثين في أمريكا المفتوحة. رجت ايفانوفيتش في ايست ويست بانك في كارسون، كاليفورنيا. في قبل النهائي، لعبت ايفانوفيتش مواطنتها يانكوفيتش للمرة الثالثة لهذا العام. ايفانوفيتش حافظ على نقطتا المباراة قبل أن تكسب المباراة 4-6, 6-3, 7-5. في النهائي، هزمت ايفانوفيتش بيتروفا لتكسب اللقب الرابع لها في حياتها، مما جعلها تقفز في التصنيف إلى المصنفة رقم 4 على العالم.
بعدها حاولت ايفانوفيتش ان تحافظ على لقبها في تير الأولى كأس روجر في تورنتو، كندا. ولكن، دفاعها استمر 65 دقيقة فقط حيث خسرت امام المؤهلة الصينية يان زى 6-3, 6-1.

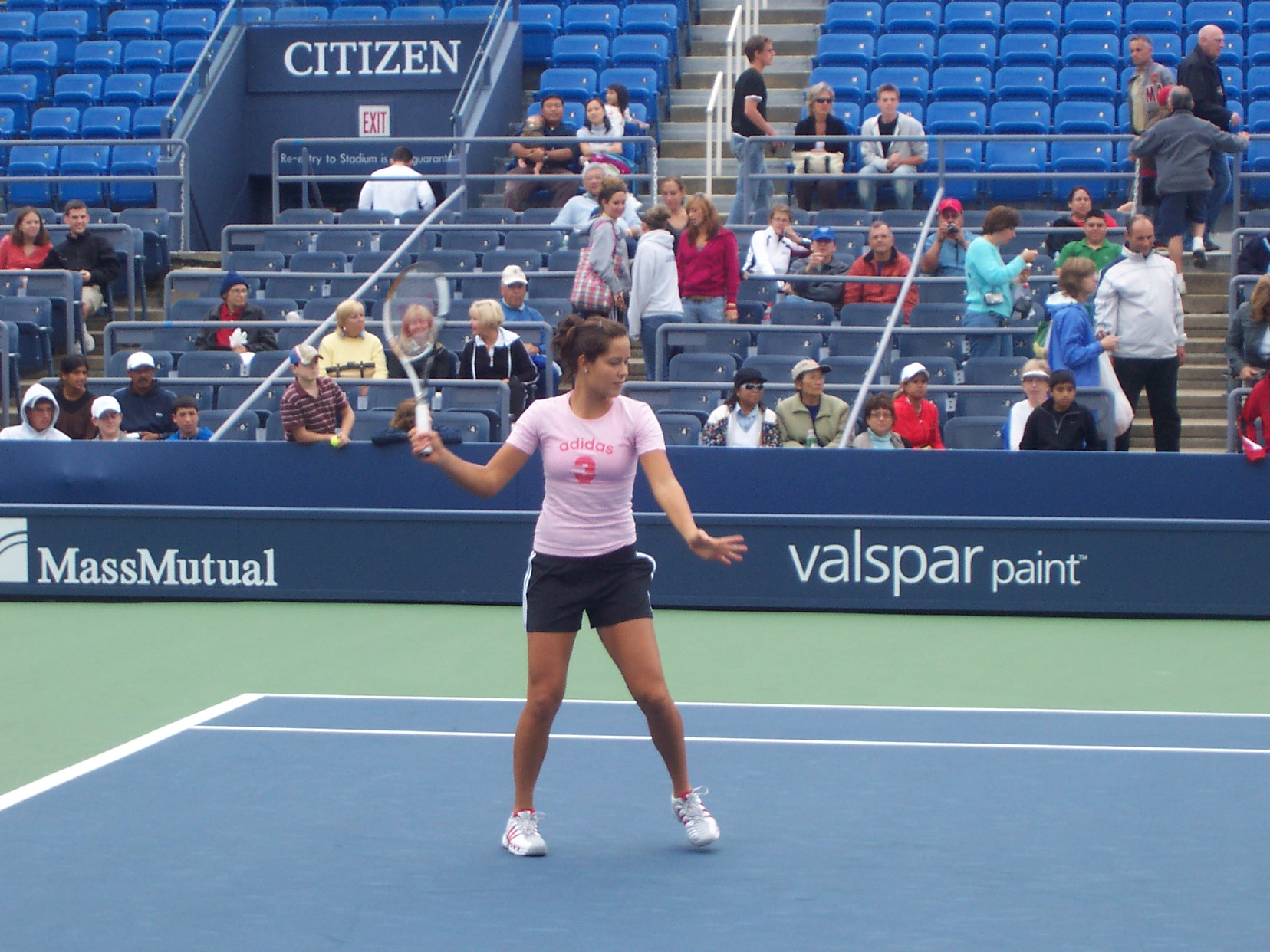
ايفانوفيتش خلال التسخين في بطولة أمريكا المفتوحة

في أول ثلاث مباريات لايفانوفيتش في بطولة أمريكا المفتوحة، خسرت فقط عشرة اشواط. بعدها اقصتها فينوس ويليامز للمرة الثانية على التوالي في دورة جراند سلام، 6-4, 6-2.
بعدها عادت ايفانوفيتش إلى أوروبا من اجل ثلاثة دورات. في تير الثانية لوكسمبورغ، وصلت ايفانوفيتش إلى الدور قبل النهائي. في النهائي استطاعت ايفانوفيتش ان تحول الهزيمة من 6-3, 3-0 إلى أن تهزم هانتشوفا في ساعتان و25 دقيقة. وكان هذا لقبها الخامس في حياتها. في جراند بورسش تنس في ستوتجارت، خسرت ايفانوفيتش امام الأوكرانية المؤهلة كاترينا بوندارينكو في الجولة الثانية 6-2, 1-6, 6-3. لعبت ايفانوفيتش ما يعتبر حدث محلي، في تير الأولى في بطولة زيورخ المفتوحة، وخسرت امام جولوفين في الجولة الثانية 6-3, 6-1.
في نهاية العام، لعبت ايفانوفيتش في بطولة رابطة المحترفات للتنس في مدريد، إسبانيا. وكانت مصنفة رابعة، تغلبت على المصنفة رقم 2 على العالم كونيتسوفا في مباراة متقاربة في ثلاث مجموعات وهانتشوفا في مجموعات متتالية. بعدها هزمت شارابوفا ايفانوفيتش في نهائي المجموعة 6-1, 6-2. ولانها انهت في المركز الثاني على المجموعة كانت ايفانوفيتش لاعبة هينين المصنفة الأولى عالميا في الدور قبل النهائي، حيث فازت البلجيكية 6-4, 6-4.
بعدها انهت ايفانوفيتش السنة بترتيب 4 على العالم بتأخر 14 نقطة عن يانكوفيتش.

### 2008
بدأت ايفانوفيتش السنة بالتمرن في دورة استعراضية في هونغ كونغ، حيث كانت مصنفة اولا. خسرت بعدها امام إيلينا ديمنتيفا في الدور قبل النهائي 6-4, 1-6, 6-3. دخلت بعدها ايفانوفيتش المجموعة الفضية، مسابقة بين خاسرو المباريات الأولية. بناء على تصنيفها العالمي، كانت مؤهلة لكى تفوز بالطبولة، ولكنها خسرت امام المصنفة رقم 45 شاي بينج 6-1, 6-3.
دورة ايفانوفيتش التالية كانت في تير الثانية ميدبانك الدولية في سيدني، التي جذبت 12 من المصنفية ال 15 الأوائل. بعد التخلف ب 5-2 في المجموعة الثالثة في مباراتها الثانية، هزمت ايفانوفيتش الفرنسية فرجينيا رازانو 6-1, 2-6, 7-5. في الدور ربع النهائي، هزمت ايفانوفيتش السلوفانية كاترينا سريبوتنيك ولكنها خسرت امام جستن هينين في الدور قبل النهائي 6-2, 2-6, 6-4. وكانت هذه المواجهة الأولى ضمن اربع لقاءات بينهم التي تتمكن ايفانوفيتش من الفوز بمجموعة امام هينين.

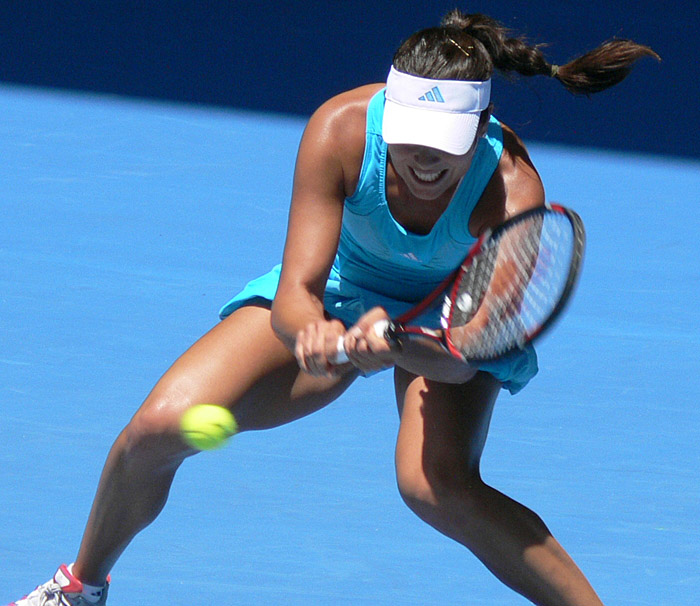
ايفانوفيتش خلال بطولة أستراليا المفتوحة

دخلت بعدها ايفانوفيتش بطولة أستراليا المفتوحة كمصنفة رابعة عليها ووصلت إلى الدور ربع النهائي لأول مرة. هناك، هزمت ايفانوفيتش فينوس ويليامز لأول مرة 7-6, 6-4. في الدور قبل النهائي امام دانيلا هانتشوفا، كسبت ايفانوفيتش 0-6, 6-3, 6-4 لتصل إلى ثاني نهائي لها في بطولات الجراند سلام بعد التخلف بنتيجة 6-0, 2-0. بعدها خسرت امام ماريا شارابوفا 7-5, 6-3. بسبب ادائها في هذه الدورة، رفع تصنيفها العالمي إلى رقم 2 على العالم.
في كأس الاتحاد الصربي في مجموعة منطقة أفريقيا أوروبا في بولاندا في بودابيست، هزمت ايفانوفيتش المصنفة 215 على العالم اورزولا رادوناسكا في مجموعات متتالية. في الجولة الثانية الصربية ضد رومانيا، هزمت افيانوفيتش مونيكا نيكولسكو 5-7, 6-4, 7-5 وبعدها انضمت إلى إيلينا يانكوفيتش لتكون فرق ليكسب الفريق الروماني 2-6, 7-6, 7-6. في المباريات الفاصلة، هزمت ايفانوفيتش ريني رينهارد الهولندية 6-2, 3-6, 6-3 لتلعب صربيا في مجموعة العالم الثانية الفاصلة في أبريل.
ايفانوفيتش كانت المصنفة الأولى في بطولة قطر المفتوحة في الدوحة لأول مرة في بطولة تير الأولى. هزمت أولغا جوفوتسوفا في الجولة الثانية 6-3, 6-1 ولكنها انسحبت من الدورة بسبب اصابة في الكاحل تعرضت لها خلال المباراة. الاسبوع اللاحق في بطولة دبى للمحترفين، كانت المصنفة الثالثة وخسرت في الدور ربع النهائي امام المصنفة الثامنة ديمنتيفا 5-7, 6-3, 6-3.
في مارس في بطولة تير الأولى في بطولة الباسفيك المفتوحة، في كاليفورنيا، المصنفة الأولى ايفانوفيتش هزمت يانكوفيتش في الدور قبل النهائي 7-6, 6-3 قبل أن تهزم سفيتلانا كوزنيتسوفا في النهائي. في بطولة تير الأولى سوني اريكسون المفتوحة في كي بيسكاين، فلوريدا، ايفانوفيتش كانت المصنفة الثانية ولكنها خسرت في الجولة الثالثة امام ليندساى دافينبورت في مجموعات متتالية.
ايفانوفيتش كانت تدافع عن اللقب وكانت المصنفة الثانية في بطولة قطر المفتوحة في برلين. ولكنها خسرت امام ديمينتيفا في الدور قبل النهائي 6-2, 7-5 للمرة الرابعة في تاريخها. في بطولة بي ان ال الإيطالية في روما، ايفانوفيتش كانت المصنفة الأولى ولكنها خسرت في الجولة الثانية امام المؤهلة البلغارية تسفيتانا بيرونكوفا 6-4, 5-7, 6-2.
تم تصنيف ايفانوفيتش ثانية في بطولة فرنسا المفتوحة. وهزمت المصنفة الثالثة يانكوفيتش في الدور قبل النهائي 6-4, 3-6, 6-4, وضمنت ان يانكوفيتش لن تصبح المصنفة الأولى عالميا، بغض النظر عن إذا كانت ستكسب النهائي ام لا. بعدها ذهبت ايفانوفيتش لتهزم دينارا سافينا في النهائي، لتكسب أول لقب لها في الجراند سلام.
في ويمبلدون، كانت ايفانوفيتش المصنفة الأولى على البطولة وهزمت الفرنسية ناتالي ديشي في الجولة الثانية 6-4, 7-6, 10-8. استمرت المباراة لمدة ثلاثة ساعات و24 دقيقة، وحافظت ايفانوفيتش على نقطتى المباراة بعد التخلف ب 5-4 في المجموعة الثانية ومحافظة ديشي على نقاط المباراة في المجموعة الثالثة قبل التراجع. خسرت ايفانوفيتش في الجولة الثالثة امام الغير مصنفة زينغ جي من الصين، التي تم تصنيفها 133 على العالم، 6-1, 6-4.
في بطولة كندا للأساتذة التي اقيمت في مونتريال، كانت ايفانوفيتش المصنفة الأولى وتلقت تأهل بدون لعب في الجولة الأولى، ولكنها خسرت امام النمساوية الصغيرة تاميرا باسزيك 6-2, 1-6, 6-2. اخبرت ايفانوفيتش المحررين بعد المبارة بأنها عانت من الم في الإبهام خلال الدورة، واستراحت لمدة اسبوعين بعد هذا الحدث.
تركت ايفانوفيتش المركز الأول عالميا رسميا في 11 أغسطس، بعد المحافظة عليه لتسع اسابيع متتالية وذلك إلى مواطنتها الصربية إيلينا يانكوفيتش بعد نتائجها الضعيفة وفشلها في الحفاظ على لقب ايست ويست بانك في كاليفورنيا.
في اولمبياد بكين 2008, كان من المفترض لآنا ان تقابل المصنفة رقم 53 مانيا كوريتسيفا، من أوكرانيا في الجولة الأولى. ولكنها في 10 أغسطس انسحبت من الأولمبياد بسبب اصابة في الإبهام لحقت بها في التمرينات بعد ويمبلدون. المصنفة الأولى لهذا الحدث، آنا وصفت القرار بأنه واحدة من اسوأ لحظات حياتها.
بسبب هزيمة دينارا سافينا في الأولمبياد الصيفية، عادت آنا مرة أخرى كمصنفة أول على العالم في 18 أغسطس 2008 وكانت مصنفة أولى في بطولة أمريكا المفتوحة 2008.
و في بطولة أمريكا المفتوحة عانت ايفانوفيتش من الاستبعاد، عندما خسرت في الجولة الثانية من الفرنسية جولي كوين صاحبة التنصيف رقم 188 على العالم. النتيجة كانت 6-3 4-6 6-3. بسبب خسارتها المبكرة، خسرت ايفانوفيتش المركز الأول في التصنيف إلى سيرينا ويلياكز، ونزلت إلى المركز الثالث.
في أول مباراة لها منذ بطولة أمريكا المفتوحة، في بطولة طوكيو، خسرت ايفانوفيتش امام ناديا بيتروفا الروسية في ثلاث مجموعات. قالت بعدها ايفانوفيتش للصحافة انها «سعيدة لرجوعها من الإصابة» وانها احتاجت «لتلعب أكثر لترجع إلى شكلها السابق».
في دورتها اللاحقة، بطولة الصين المفتوحة، هزمت ايفانوفيتش اليز كورنيت 6-1, 7-6 في الدور الثاني بعد أن تأهلت إليه بدون لعب. وخسرت في الدور قبل النهائي امام زينغ جي 7-6, 2-6, 6-4.
و في كأس الكريملن في موسكو، لعبت آنا أول مباراة فرق لها في الاتحاد النسائي منذ يونيو 2007, حيث كونت فريق مع فرانسيسكا شيافوني وهزموا الفريق الأسباني الروسي المكون من نوريا لياجوستيرا فيفز وإيلينا فيسنينا 7-6, 6-7, 10-5. ولكن خسرت آنا في مسابقات الفردي امام الصغيرة السلوفاكية دومينيكا كيبولكوفا في الجولة الثانية، 7-6 في المجموعة الأخيرة برغم أنها امتلكت نقطتان من اجل الفوز بالمباراة عندما كانت متقدمة 5-4.
و في النسخة الأخيرة من بطولة زيوريخ المفتوحة في سويسرا هزمت ايفانوفيتش المصنفة 16 ماريون بارتولي، 6-2, 6-4, في الجولة الثانية وبعدها كسبت الصغيرة السويسرية بيترا كفيتفوا، 6-1, 6-4, في الدور ربع النهائي. ولكنها خسرت في الدور قبل النهائي امام فينوس ويليامز 6-4, 3-6, 4-6.

## حياتها الشخصية
إلهام آنا إيفانوفيتش لبدء اللعب التنس، مونيكا سيليش، التي لعبت في ذلك الوقت مع يوغوسلافيا. في عام 2010، تبنت إيفانوفيتش بازل مقر اقامة لها بعيد عن المنزل. قضت الكثير من الوقت في التدريب والاسترخاء هناك وقالت إنها «تقدر العزلة السويسرية» و «أنا أستمتع بالتدريب هنا، خاصة في فصل الصيف.»
بصرف النظر عن حياتها المهنية في التنس، فهي أيضًا محاضرة مالية في بلغراد، وفي الإسبانية في وقت فراغها. في 8 سبتمبر 2007، أصبحت إيفانوفيتش سفيرة اليونيسف الوطنية لصربيا، إلى جانب ألكسندر شوروفيتش وجيلينا يانكوفيتش والأمير كوستوريكا. تهتم بشكل خاص بمجالات التعليم وحماية الطفل. زار إيفانوفيتش مدرسة ابتدائية في صربيا أثناء تنصيبه وقال إنه «يذهب إلى الفصل ويلتقي بالكثير من الأطفال.»
في سبتمبر 2014، بدأ إيفانوفيتش علاقة مع لاعب كرة القدم المحترف الألماني باستيان شفاينشتايجر. تزوجا في 12 يوليو 2016، في البندقية. في 23 نوفمبر 2017، أعلنت إيفانوفيتش أنها تتوقع أول طفل للزوجين. في مارس 2018، أعلنت ولادة طفل رضيع، لوكا في شيكاغو. في 24 مايو 2019، كشفت إيفانوفيتش عن حملها الثاني عبر تويتر. في 30 أغسطس 2019، أنجبت ابنها الثاني.

## روابط خارجية
- آنا إيفانوفيتش على موقع رابطة محترفات التنس (الإنجليزية)
- آنا إيفانوفيتش على موقع الاتحاد الدولي لكرة المضرب (الإنجليزية)
- آنا إيفانوفيتش على موقع كأس بيلي جين كينغ (الإنجليزية)
- آنا إيفانوفيتش على موقع بطولة ويمبلدون (الإنجليزية)
- آنا إيفانوفيتش على موقع خلاصة التنس.كوم (الإنجليزية)
- آنا إيفانوفيتش على موقع إي إس بي إن.كوم (الإنجليزية)
- آنا إيفانوفيتش على موقع اللجنة الأولمبية الدولية (الإنجليزية)
- آنا إيفانوفيتش على موقع أوليمبيديا (الإنجليزية)
- آنا إيفانوفيتش على موقع اللجنة الأولمبية الصربية (الصربية)

## روابط إضافية
- Official site (بالإنجليزية) (بالصربية)
- Men's Vogue interview

cen:Ana Ivanović